# Hans-Peter Salentin

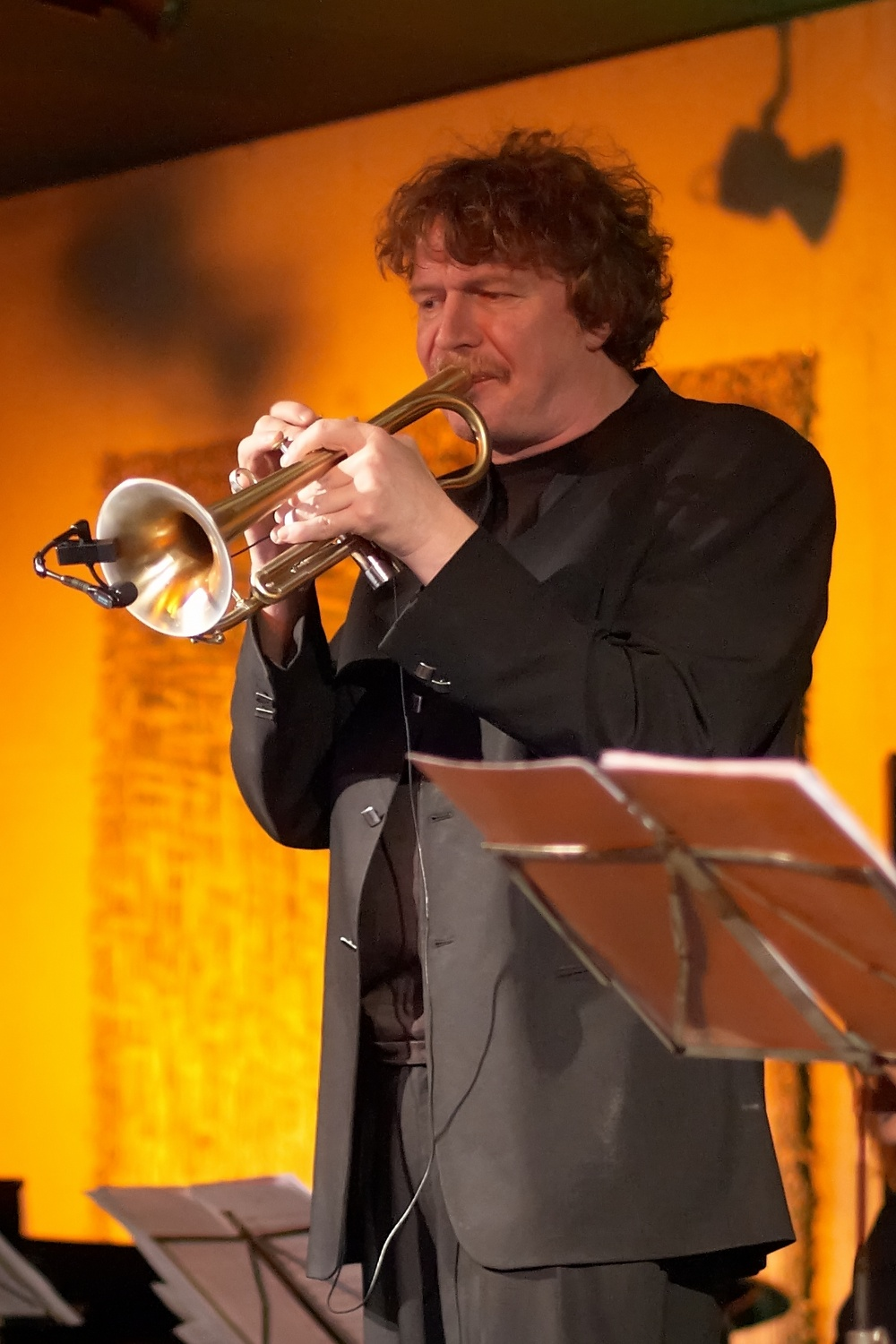
Hans-Peter Salentin, Warschau 2013

Hans-Peter Salentin (* 16. Juni 1961 in Mechernich) ist ein deutscher Trompeter. Er ist Professor für Jazztrompete, Big Band und Jazz-Combo an der Hochschule für Musik Würzburg.

## Leben und Wirken
Salentin, der sich im Alter von elf Jahren der Trompete zuwendete, studierte von 1981 bis 1986 Musik an der Musikhochschule Köln. Seine Lehrer waren u. a. Jon Eardley, Manfred Schoof, Axel Jungbluth, Jiggs Whigham und Francis Coppieters. Er spielte u. a. mit James Carter, Chick Corea, Bob Mintzer, John Scofield, Andrea Centazzo, Miroslav Vitouš und Charlie Mariano. Daneben wirkte er bei Produktionen von Phillip Boa, Rainhard Fendrich und Purple Schulz mit und trat fast 20 Jahre in der Hausband der Harald-Schmidt-Show auf. Bill Dobbins bezeichnete ihn als „einen der besten Trompeter der heutigen europäischen Szene“. Nach dem Jazz Podium (2008) hat er „sich zu einem bedeutenden Trompeter der europäischen Jazzscene entwickelt“. Das amerikanische Internetmagazin All about Jazz verglich seine Spielweise mit Miles Davis, Nils Petter Molvær und Markus Stockhausen.
2003 wurde er zum Professor an die Hochschule für Musik Würzburg berufen. Neben seiner Hochschullehrer- und Konzerttätigkeit (Italien-Niederlande-Polen-Ukraine-Russland) ist er als Komponist tätig. Er komponierte auch Filmmusik und für Streichquartette. Mittlerweile hat er 30 eigene Alben veröffentlicht. Als Solist wirkt er auf diversen internationalen CDs mit. Hervorzuheben ist die Zusammenarbeit mit Hans Jörg Scheffler und den CD-Projekten unter dem Namen Salentin & Scheffler mit Musikern aus allen Kontinenten. Auf Salentins Webseite ist neben seinen vielen Kompositionen für Combos und Big Band u. a. eine umfangreiche „Improvisationsschule“ (200 Seiten) zum freien Download bereitgestellt.
Als Jazzmusiker ist er ein wahrer Echtzeitkomponist und Melodienerfinder. Das erleichterte es ihm, sowohl als Komponist (mittlerweile 30 CDs unter seinem Namen, Filmmusiken, Musik für Streichquartette), als auch als Produzent (Lounge-Musik) seine künstlerische Arbeit zu verwirklichen. Das musikalische Spektrum seiner Produktionen ist weit gestreut. Es bewegt sich zwischen Mainstream, freien Improvisationen und Wave Music. Seine Trompetenschule bekam den Deutschen Musik Editions Preis (AMA-Verlag) und auf Salentins Homepage findet man eine Improvisationsschule zum kostenlosen Download. Seit 2010 betreibt Salentin das Label und den Verlag Dewey Records. Viele seiner Kompositionen sind auch für Big-Band arrangiert. Als Yamaha Rec Artist (2003 bis 2010) gab er Workshops in ganz Europa.
Salentin wohnt in Bad Münstereifel.